# Charles Tyson Yerkes
Charles Tyson Yerkes, ameriški poslovnež, * 25. junij 1837, Filadelfija, Pensilvanija, ZDA, † 29. december 1905, New York, New York, ZDA.

## Življenje
Leta 1881 se je Yerkes iz rodne Filadelfije preselil v Chicago, ko se mu je pri prodaji občinskih obveznic nasmehnila sreča. Nekaj časa je preživel v ječi zaradi dolgov in tudi zaradi gospodarske krize, ki je zajela Chicago po velikem požaru leta 1871. Ta dogodek iz Yerkesovega življenja, kot tudi njegov nadaljnji uspeh je bila osnova za romane Finančnik (The Financier), Titan (The Titan) in Stoik (The Stoic) Theodora Dreisera, kjer je bil Yerkes namišljena oseba Frank Cowperwood.
Yerkes je opozoril nase z izgradnjo in izboljšavo javnega prevoza Chicaga s pomočjo podkupnin. Delno prenovljen mestni svet pod vodstvom župana Carterja Harrisona mlajšega je nastopil proti Yerkesu. Proti njemu sta bila tudi starejša člana mestnega sveta Michael »Hinky Dink« Kenna in »Bathhouse« John Coughlin. Da si je izboljšal ugled, je Yerkes prenovil več predorov pod reko Chicago in nad njo zgradil dva mostova.
Leta 1897 je prispeval Haleu skoraj 300.000 dolarjev za izgradnjo observatorija Univerze v Chicagu v Williams Bayu, Wisconsin. Največji inštrument tega observatorija, ki se sedaj imenuje po njem Observatorij Yerkes, je hkrati tudi največji refraktor s premerom primarne leče 1.020 mm (40 palcev). Refraktor je postal takojšnji hit in z njim opazujejo še danes.
Kasneje se je Yerkes preselil v London, kjer je s svojimi izkušnjami pomagal zgraditi predore podzemne železnice.